# ميك كوين
ميك كوين (بالإنجليزية: Mick Quinn)‏ هو كاتب أغاني وموسيقي بريطاني، ولد في 17 ديسمبر 1969 في كامبريدج في المملكة المتحدة.

## وصلات خارجية
- الموقع الرسمي
- ميك كوين على موقع IMDb (الإنجليزية)
- ميك كوين على موقع ميوزك برينز (الإنجليزية)
- ميك كوين على موقع أول ميوزيك (الإنجليزية)
- ميك كوين على موقع ديسكوغز (الإنجليزية)